# Kfarshima
Kfarshima är en ort i Libanon.   Den ligger i guvernementet Libanonberget, i den centrala delen av landet, 9 kilometer söder om huvudstaden Beirut. Kfarshima ligger 92 meter över havet och antalet invånare är 7 346.
Terrängen runt Kfarshima är kuperad åt sydost, men åt nordväst är den platt. Runt Kfarshima är det tätbefolkat, med 442 invånare per kvadratkilometer.. Närmaste större samhälle är Beirut, 8,9 kilometer norr om Kfarshima. 